# Antoni Frankowski
Antoni Frankowski (ur. 10 października?/23 października 1906 w Zasławiu na Wołyniu zm. 30 kwietnia 2001 w Bydgoszczy) – generał brygady LWP. 

## Życiorys
Urodził się w rodzinie fornala. W 1924 ukończył technikum budowlane i pracował jako majster na budowach. W 1927 r. został powołany do Armii Czerwonej. W 1931 skierowano go do oficerskiej szkoły artylerii w Kijowie. Po jej ukończeniu pełnił służbę w jednostkach artylerii w Korosteniu i Leningradzie.
W 1937 został w ramach „akcji polskiej” zwolniony z wojska i pracował jako tokarz w jednym z zakładów w Leningradzie. Z chwilą rozpoczęcia wojny radziecko-fińskiej powołano go do czynnej służby i skierowano na front na Przesmyk Karelski do 168 Dywizji Strzeleckiej. 
Po rozpoczęciu wojny z Niemcami walczył w 67 Armii na Froncie Leningradzkim. W roku 1943 w stopniu majora został skierowany do Wojska Polskiego, gdzie objął stanowisko dowódcy 2 pułku artylerii Lekkiej a potem 1 pułku artylerii lekkiej, którym dowodził w bitwie pod Lenino, gdzie został kontuzjowany. Przeszedł cały szlak bojowy 1 Armii WP do Berlina na stanowiskach dowódcy artylerii 3 Dywizji Piechoty i 2 Dywizji Piechoty.
Po wojnie był dowódcą artylerii 2 DP w Kielcach, 11 Dywizji Piechoty w Żarach, organizował 14 Brygadę Artylerii Ciężkiej w Pstrążu, dowodził artylerią 11 Korpusu Piechoty w Wałczu, 9 Korpusem Piechoty w Lublinie.
W 1954 ukończył kurs doskonalenia oficerów w Akademii Sztabu Generalnego. W latach 1954–1956 był Komendantem Oficerskiej Szkoły Uzbrojenia w Bartoszycach. Od 1957 r. pełnił funkcję zastępcy dowódcy artylerii Pomorskiego Okręgu Wojskowego. W 1963 awansował na stopień generała brygady. W tym też roku został przeniesiony do rezerwy a później na emeryturę.

## Życie prywatne
Mieszkał w Bydgoszczy. Od 1940 był żonaty ze Stefanią Gajewską (1915-1984), uczestniczką bitwy pod Lenino w stopniu podporucznika. Małżeństwo miało syna Tadeusza. 

## Ordery i odznaczenia
- Krzyż Srebrny Orderu Virtuti Militari (1945)
- Order Krzyża Grunwaldu III klasy (1945)
- Krzyż Oficerski Orderu Odrodzenia Polski (1945)
- Krzyż Walecznych (1944)
- Złoty Krzyż Zasługi (1946)
- Medal 40-lecia Polski Ludowej
- Medal 30-lecia Polski Ludowej
- Medal 10-lecia Polski Ludowej
- Srebrny Medal „Zasłużonym na Polu Chwały” (1945)
- Złoty Medal „Siły Zbrojne w Służbie Ojczyzny” (1958)
- Srebrny Medal „Siły Zbrojne w Służbie Ojczyzny”
- Brązowy Medal „Siły Zbrojne w Służbie Ojczyzny”
- Odznaka Grunwaldzka
- Odznaka Kościuszkowska
- Order Czerwonego Sztandaru (ZSRR) (1945)
- Order Czerwonej Gwiazdy (ZSRR) (1943)
- Order Wojny Ojczyźnianej I i II stopnia (1945 i 1943)
- Medal „Za obronę Leningradu” (1943)
- Medal „Za zwycięstwo nad Niemcami w Wielkiej Wojnie Ojczyźnianej 1941–1945” (1945)
- Medal „Za wyzwolenie Warszawy” (1946)
- Medal 40-lecia Zwycięstwa w Wielkiej Wojnie Ojczyźnianej 1941–1945 (ZSRR)
- Medal jubileuszowy „70 lat Sił Zbrojnych ZSRR”
- Wpis do Honorowej Księgi Czynów Żołnierskich (1983)